# Onweersbui

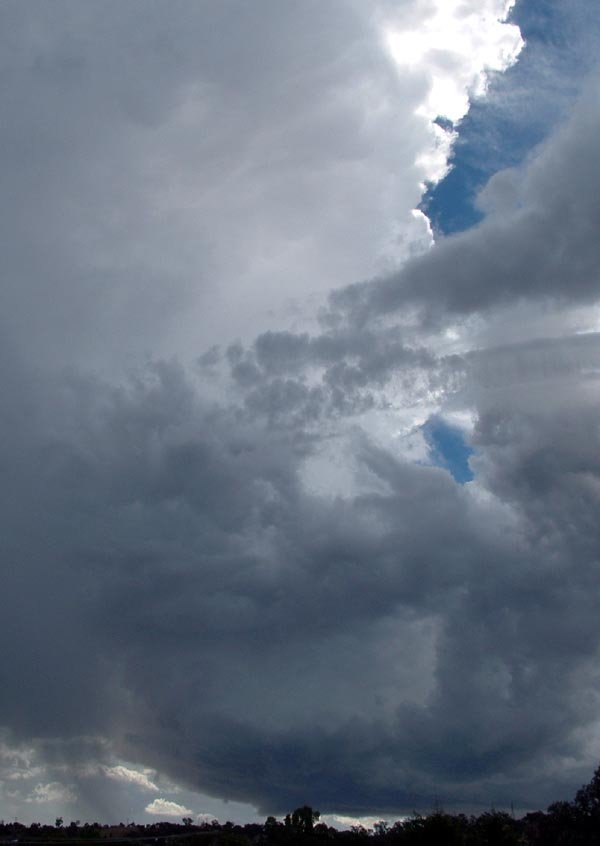
Onweersbui

Een onweersbui is een regenbui waarbij ook onweer optreedt.
Over de hele wereld gerekend vinden er naar schatting voortdurend 1800 onweersbuien plaats en ontladen er elke seconde 50 tot 100 bliksems.

## Ontstaan van onweersbui
Een onweersbui kan op een aantal manieren ontstaan. De meest voorkomende is het "single cell"-type; die ontstaat op een warme (zomer)dag. Vaak begint het met het onstabieler worden van de atmosfeer: de onderste lagen worden steeds warmer en vochtiger terwijl de bovenste lagen steeds kouder worden. Zo ontstaan er kleine "cumuluswolken" (dat zijn "donderkoppen" → wolken met aan de bovenkant een soort kop) die uitgroeien tot (stevige) buien. Het ontstaan van een onweersbui op deze manier kent drie stadia: 
1. Wanneer de warme lucht gaat stijgen zal deze ook gaan afkoelen. Daardoor treedt er op ongeveer 2 km hoogte condensatie op van het vocht in de lucht dat tot kleine waterdruppeltjes leidt.
2. Bij het condenseren komt er (veel) warmte vrij waardoor de temperatuur weer oploopt en de stijging van de lucht versterkt wordt. Zo kan de lucht stijgen tot een hoogte van wel 6 à 8 km. Daar is de temperatuur ongeveer 40 graden onder 0. Bij die temperatuur zullen de waterdruppeltjes bevriezen. Door de wilde bewegingen van de lucht omhoog kunnen de druppels aangroeien tot flinke hagelstenen.
3. Uiteindelijk kan de bui niet meer hoger komen en zal het ijs gaan vallen. De bovenkant van de bui bestaat dan helemaal uit ijskristallen. Nu heeft de bui zijn eindstadium bereikt. De koude neerslag valt en werkt zo de warme luchtstroom naar boven tegen, waardoor er elektrische lading ontstaat.

Andere buien zijn de luchtmassabui, de buienlijn en de supercel.

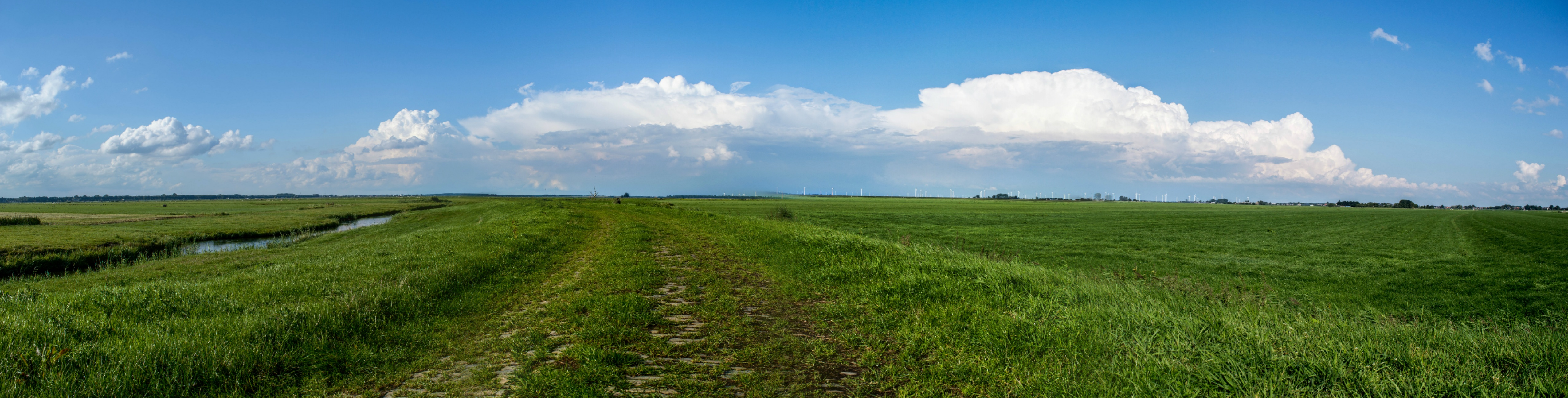
4 onweerbuien naast elkaar